# La Barranca (Guanajuato)
La Barranca es una localidad del estado mexicano de Guanajuato. Es parte del municipio de León.

## Demografía
| Censo | Población |
| ----- | --------- |
| 2000  | 127       |
| 2010  | 2 293     |
| 2020  | 3 241     |